# Jack Brisco
Freddie Joe Brisco (21. september 1941 – 1. februar 2010) bedre kendt som Jack Brisco, var en amerikansk wrestler, der var populær i 1970'erne, og 1980'erne.
Han vandt sit første mesterskab den 16. oktober 1965, da han besejrede Don Kent og vandt NWA Missouri Junior Heavyweight Championship. Han havde sit bælte i mindre end en måned, men genvandt det i november ved at besejre Kent Gang.